# Cláusula Territorial
El Artículo IV, Sección 3, Cláusula 2 de la Constitución de los Estados Unidos se conoce como la Cláusula Territorial:

El Congreso tendrá facultad para disponer y formular todos los reglamentos y reglas necesarios con respecto al Territorio y otros bienes que pertenezcan a los Estados Unidos, y ninguna parte de esta Constitución será interpretada de manera que cause perjuicio a los derechos reclamados por los Estados Unidos o por cualquier Estado individual.

Esta cláusula faculta al Congreso de los Estados Unidos el poder de legislar sobre todos los territorios de los Estados Unidos y por lo tanto organizó sus gobiernos en la primera mitad del siglo XX. Sin embargo, existía la duda si toda la Constitución se aplicaba a los territorios. 
En una serie de dictámenes de la Corte Suprema de los Estados Unidos, que se refieren como los Casos insulares, el tribunal dictaminó que los territorios pertenecían, pero que no formaban parte de los Estados Unidos. Por lo tanto, en virtud de la Cláusula Territorial el Congreso tiene la facultad de determinar qué partes de la Constitución se aplica a los territorios.
Esta cláusula se aplica a los territorios estadounidenses. En la actualidad, los únicos territorios con cierta entidad regidos por esta cláusula son Puerto Rico, Islas Vírgenes de los Estados Unidos, Guam, Samoa Estadounidense, e Islas Marianas del Norte.